# Soshana Afroyim
Soshana Afroyim właściwe Susanne Schüller (ur. 1 września 1927 w Wiedniu, zm. 9 grudnia 2015 tamże) – austriacka malarka.

## Życiorys
Soshana urodziła się w 1927 roku jako Susanne Schüller w Wiedniu w rodzinie żydowskiej klasy średniej. Jej młodszym bratem był Maximilian Schüller. Ojciec Fritz Schüller pracował w fabryce, a matka Margarethe była rzeźbiarką. Zaczęła malować i rysować w bardzo młodym wieku.

## Ucieczka z Wiednia
W wieku jedenastu lat była świadkiem aneksji Austrii w 1938 roku. „Patrzyłam na triumfalny wjazd Hitlera do Wiednia. Pamiętam dobrze, jak wyjrzałam przez okno i widziałam jak on został powitany przez tłum wiwatujących.” Rodzina zdecydowała się opuścić Austrię. Fritz Schüller, który urodził się w Brnie i miał czeski paszport, opuścił Austrię. Margarethe Schüller uciekła wraz z dziećmi do Szwajcarii, a następnie do Paryża, gdzie Fritz Schüller czekał na nich. Ostatecznie w 1939 roku dotarli do Londynu. Soshana uczęszczała do szkoły Northwood College, a w 1940 roku do Chelsea Polytechnic School, gdzie miała lekcje malarstwa i rysunku. Na skutek niemieckich bombardowań Londynu rodzina musiała chronić się w schronie prawie każdej nocy.

## Emigracja do Ameryki
Jej ojciec uciekł do Hiszpanii i przez Tanger dotarł do Nowego Jorku. W 1941 roku udało mu się uzyskać zaproszenia dla swojej rodziny i zarezerwował trzy bilety na pokładzie „SS Madura”, ostatniego statku cywilnego. W 1941 roku przybyła wraz z matką i bratem na Ellis Island. W Nowym Jorku zapisała się do Washington Irving High School i uczęszczała do klasy malarstwa pod kierunkiem Bejsa Afroyima. W wieku 17 lat wbrew woli rodziców udała się wraz z Beysem Afroyimem (późniejszym mężem) w podróż po USA. Aby zarobić na życie w czasie tej podróży namalowała wielu pisarzy, naukowców i muzyków m.in. takich jak Thomas Mann, Franz Werfel, Otto Klemperer, Bruno Walter, Lion Feuchtwanger, Theodore Dreiser i Hanns Eisler.

## Kuba i pierwsza duża wystawa
Z powodu działalności w partii komunistycznej opuściła z mężem USA i spędziła dziewięć miesięcy na Kubie, gdzie w 1948 roku zorganizowała pierwszą wystawę.

## Powrót do Europy

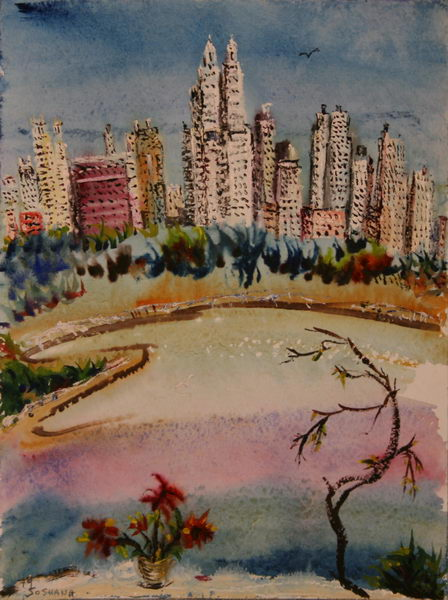
Central Park w Nowym Jorku, gwasz, 1975

W 1951 roku wróciła z synem do Wiednia i tego samego roku rozpoczęła studia na Uniwersytecie Sztuki w Wiedniu, a w 1952 roku na Akademii Sztuk Pięknych w Wiedniu, gdzie malowała pod kierunkiem prof. Sergiusa Pausera, Alberta Parisa Gutersloha i prof. Herberta Boeckla.
Od 1952 roku malowała w Paryżu, gdzie poznała wielu znanych twórców jak: František Kupka, Auguste Herbin, Ossip Zadkine, César, Pignon, Jean Bazaine, Max Ernst, Yves Klein, Alexander Calder, Wifredo Lam, Sam Francis, Jean-Paul Sartre, Affandi, Lain Bangdel i Marc Chagall.

## Podróż dookoła świata
W trakcie podróży dookoła świata w 1968 roku Soshana odwiedziła kraje południowego Pacyfiku, Karaiby, Tajlandię, Balę, Australię, Indie, Sikkim, Nepal, Afganistan, Iran i Izrael. W 1969 roku na dworze królewskim w Sikkim powierzono jej malowanie portretów króla i królowej i w tym samym roku stała się członkiem Towarzystwa Teozoficznego. W 1972 roku przeniosła się do Jerozolimy, gdzie zaplanowane były cztery wystawy w starej galerii Jaffa. Gdy doszło do wybuchu wojny Jom Kipur, opuściła Izrael i przeniosła się do Nowego Jorku w 1974 roku.
W 1985 powróciła do Wiednia.

## Nagrody
- 2 września 2009 Odznaka Honorowa Landu Wiedeń
- 27 maja 2010 Austriacki Krzyż Honorowy Nauki i Sztuki